# 10029 Hiramperkins
10029 Hiramperkins este un asteroid din centura principală de asteroizi.

## Descriere
10029 Hiramperkins este un asteroid din centura principală de asteroizi. A fost descoperit pe 30 august 1981 la Stația Anderson Mesa de Edward L. G. Bowell. Asteroidul prezintă o orbită caracterizată de o semiaxă mare de 2,56 ua, o excentricitate de 0,25 și o înclinație de 3,6° în raport cu ecliptica.